# Slaget som dödar
Slaget som dödar (engelska: Danger Route) är en brittisk spionfilm från 1967 i regi av Seth Holt. 
Filmen är baserad på Christopher Nicoles roman The Eliminator.

## Handling
En brittisk agent får order att döda en sovjetisk avhoppare.

## Rollista i urval
- Richard Johnson - Jonas Wilde
- Carol Lynley - Jocelyn
- Barbara Bouchet - Marita
- Sylvia Syms - Barbara Canning
- Gordon Jackson - Brian Stern
- Diana Dors - Rhoda Gooderich
- Maurice Denham - Peter Ravenspur
- Sam Wanamaker - Lucinda
- Harry Andrews - Tony Canning
- Timothy Bateson - Halliwell